# Lehliu Gară
Lehliu Gară est une ville roumaine située dans le județ de Călărași.